# Flying in a Blue Dream
Flying in a Blue Dream – album studyjny amerykańskiego gitarzysty Joe Satrianiego. Wydawnictwo ukazało się 30 października 1989 roku nakładem wytwórni muzycznej Relativity Records. Płyta dotarła do 23. miejsca listy Billboard 200 w Stanach Zjednoczonych. 
25 stycznia 1990 roku płyta uzyskała status złotej w Stanach Zjednoczonych. Pochodząca z płyty kompozycja „Flying in a Blue Dream” była nominowana do nagrody Grammy w kategorii Best Rock Instrumental Performance.

## Lista utworów
Opracowano na podstawie materiału źródłowego.
1. „Flying in a Blue Dream” – 5:28
2. „The Mystical Potato Head Groove Thing” – 5:05
3. „Can't Slow Down” – 4:46
4. „Headless” – 1:28
5. „Strange” – 4:55
6. „I Believe” – 5:50
7. „One Big Rush” – 3:20
8. „Big Bad Moon” – 5:13
9. „The Feeling” – 0:52
10. „The Phone Call” – 3:00
11. „Day at the Beach (New Rays from an Ancient Sun)” – 2:03
12. „Back to Shalla-Bal” – 3:15
13. „Ride” – 4:58
14. „The Forgotten (Part One)” – 1:10
15. „The Forgotten (Part Two)” – 5:10
16. „The Bells of Lal (Part One)” – 1:19
17. „The Bells of Lal (Part Two)” – 4:08
18. „Into the Light” – 2:25

## Twórcy
Opracowano na podstawie materiału źródłowego.
- Joe Satriani – produkcja muzyczna, gitara elektryczna, gitara basowa, banjo, harmonijka ustna, instrumenty klawiszowe, instrumenty perkusyjne, śpiew
- John Cuniberti – instrumenty perkusyjne, sitar, produkcja muzyczna
- Stu Hamm – gitara basowa (utwory 16, 17)
- Simon Phillips – perkusja (utwór 6)
- Jeff Campitelli – perkusja akustyczna, perkusja elektroniczna, instrumenty perkusyjne
- Bongo Bob Smith – instrumenty perkusyjne, perkusja elektroniczna (tracks: 5, 12, 13)
- Bernie Grundman – mastering

## Wydania
| Rok  | Nr katalogowy | Format    | Wytwórnia                | Region            | Źródło |
| ---- | ------------- | --------- | ------------------------ | ----------------- | ------ |
| 1989 | 465995 2      | CD, Album | Relativity Records       | Stany Zjednoczone | [ 7 ]  |
| 1989 | CD GRUB 14    | CD, Album | Food For Thought Records | Wielka Brytania   | [ 7 ]  |
| 1989 | 88561-1015-2  | CD, Album | Relativity Records       | Stany Zjednoczone | [ 7 ]  |
| 1989 | GRUB 14       | LP        | Food For Thought Records | Wielka Brytania   | [ 7 ]  |
| 1989 | 88561-1015-1  | LP        | Relativity Records       | Stany Zjednoczone | [ 7 ]  |

## Listy sprzedaży
| Lista             | Kraj              | Pozycja |
| ----------------- | ----------------- | ------- |
| Billboard 200     | Stany Zjednoczone | 23      |
| Sverigetopplistan | Szwecja           | 34      |
| ARIA Charts       | Australia         | 21      |
| RIANZ             | Nowa Zelandia     | 7       |